# Unterseeboot 107 (1917)
Pour les articles homonymes, voir Unterseeboot 107.
L'Unterseeboot 107 (Seiner Majestät Unterseeboot 107 ou SM U-107) est un sous-marin allemand construit par l'Arsenal Germania à Kiel. Il est lancé le 12 janvier 1917 et sert pendant la Première Guerre mondiale sous pavillon de la Kaiserliche Marine.

## Palmarès
| Date                                                                           | Nom         | Nationalité | Tonnage | Issue     |
| ------------------------------------------------------------------------------ | ----------- | ----------- | ------- | --------- |
| 21 octobre 1917                                                                | Epiros      | Grèce       | 1084    | endommagé |
| 14 avril 1918                                                                  | Marstonmoor | Royaume-Uni | 2744    | coulé     |
| 29 juin 1918                                                                   | Castor I    | Norvège     | 117     | coulé     |
| 15 août 1918                                                                   | Cubore      | États-Unis  | 7117    | coulé     |
| 18 août 1918                                                                   | Idaho       | Royaume-Uni | 3023    | coulé     |
| 21 août 1918                                                                   | Lake Edon   | États-Unis  | 2371    | coulé     |
| 24 août 1918                                                                   | Flavia      | Royaume-Uni | 9291    | coulé     |
| Total : 6 navires coulés (24 663 tonnes) et 1 navire endommagé (1 084 tonnes). |             |             |         |           |